# Saint-Maurice-des-Noues

Saint-Maurice-des-Noues este o comună în departamentul Vendée, Franța. În 2009 avea o populație de 624 de locuitori.